# 波兰空军
波蘭空軍（字面直譯為 「空軍」）是波蘭武裝部隊的空中作戰部隊。在2004年7月之前，它的正式名稱為「波蘭空軍和防空部隊」Wojska Lotnicze i Obrony Powietrznej（WLiOP或WLOP）。2022年，波蘭空軍由大約17,200名軍職人員和大約260架飛機組成，分佈在波蘭各地的10個基地。  
波蘭空軍的起源可以追溯到1917年下半年，並於1918年第一次世界大戰結束後的幾個月內正式成立。1939年9月納粹德國入侵波蘭期間，其70%的飛機被摧毀。9月17日蘇聯入侵波蘭後，大多數飛行員經羅馬尼亞和匈牙利逃亡，並在整個二戰期間繼續在盟軍空軍中作戰，先是在法國，然後在英國，後來也在蘇聯戰鬥。從一戰末期草創到1947年，波蘭空軍一度附屬於陸軍，1947年才正式成為獨立軍種。其後受到蘇聯的影響，空軍和從陸軍獨立出來的防空部隊曾經數次合併又分離，直到1990年才塵埃落定正式合為一體，並在2004年7月1日更名為現在的名字。

## 歷史沿革
詳細可參考波蘭空軍軍史

### 起源
波蘭的軍事航空部隊的歷史相當早，甚至比官方承認的重新獲得獨立的日期（1918年11月11日）還要早上許多。波蘭史上最早的、為重獲主權獨立的國家而戰的航空部隊，實際上是在1917年第一次世界大戰結束之前組建的。當俄羅斯革命開始，沙皇逐漸失去對國家的控制時，波蘭飛行員趁亂在今天白俄羅斯、烏克蘭南部和黑海畔的庫班河沿岸地區自發組建了航空部隊。在那之前，波蘭飛行員只能作為帝俄、德國或奧匈帝國軍隊的成員並為其飛行。 第一批為重獲獨立的波蘭而戰的航空部隊，是1917年6月19日在明斯克組建的波蘭第1航空中隊（I Polski Oddział Awiacyjny）、原帝俄陸軍波蘭軍團第2軍的第1和第2航空部隊、第4步槍師的師直屬航空機隊，以及敖德薩的波蘭獨立航空隊（Samodzielny Polski Oddział Awiacyjny）。

### 建軍

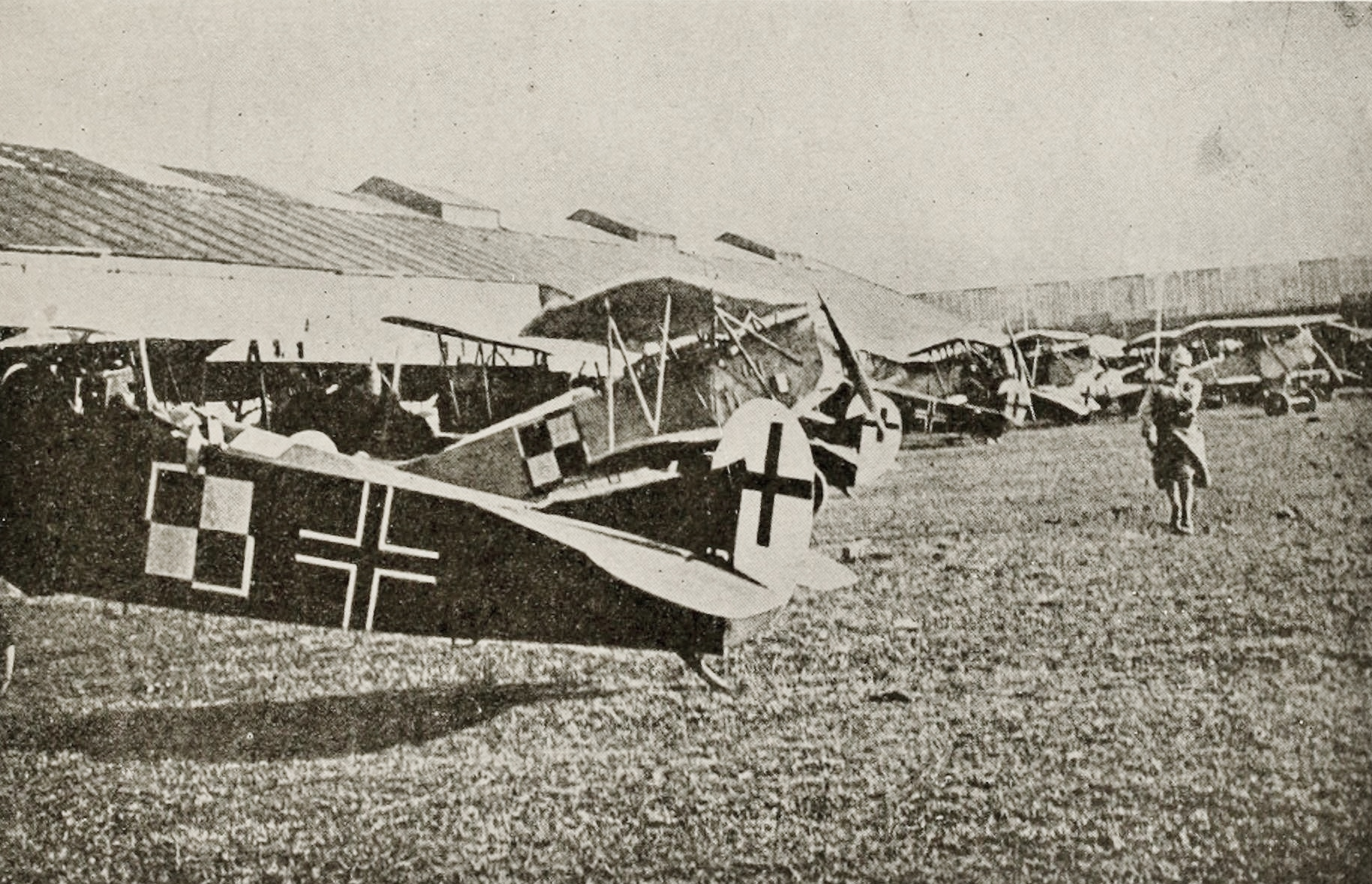
1919年的波蘭戰鬥機機隊

在停戰之前，波蘭一直處於德國和奧匈帝國的佔領之下，但隨著同盟國的崩潰，波蘭人開始接管控制權。最初，波蘭空軍的機隊主要由德國和奧匈帝國的飛機組成，這些飛機是前佔領者棄守時留下的，或是像大波蘭起義時的波蘭軍從佔領者那裡繳獲的。這些飛機在1918年底的波蘭—烏克蘭戰爭中首次被波蘭空軍使用，當時的作戰行動以利沃夫（現屬烏克蘭）為中心。1918年11月2日，飛行員斯特凡·巴斯蒂爾就在利沃夫進行了波蘭飛機的首次戰鬥任務。
1920年2月波蘇戰爭爆發時，波蘭空軍使用了多種前德國和奧匈帝國，以及新採購的、由西方的協約國製造的飛機。當時最常見的是輕轟炸機和偵察機，其中數量最多的是法製布雷蓋14轟炸機、德製LVG C.V偵察機、英製布里斯托F2B戰鬥/偵察機和義大利製的安薩爾多A.1巴利拉戰鬥機。
1921年波蘇戰爭結束後，大多數已經殘破不堪的一戰舊機逐漸退出第一線，1924年起波蘭空軍開始裝備新的法國飛機。1918至1924年間，波蘭空軍和海軍航空隊共有多達2,160架飛機（其中有1,384架偵察機和410架戰鬥機），但是這些機隊並非全部處於可用狀態。 在1924年到1930年，波蘭空軍的主力戰鬥機是法國布萊里奧廠的布萊里奧SPAD S.61，轟炸機的主力機種則是波代茲廠的波代15和波代25，其中後者最終獲得波代茲原廠的的授權許可在波蘭製造。
第一架由波蘭本國設計並大量生產、進入該國空軍服役的飛機是PWS-10，這是一款高單翼戰鬥機，由波德拉謝飛機工廠（PWS）於1930年製造。

### 戰間期

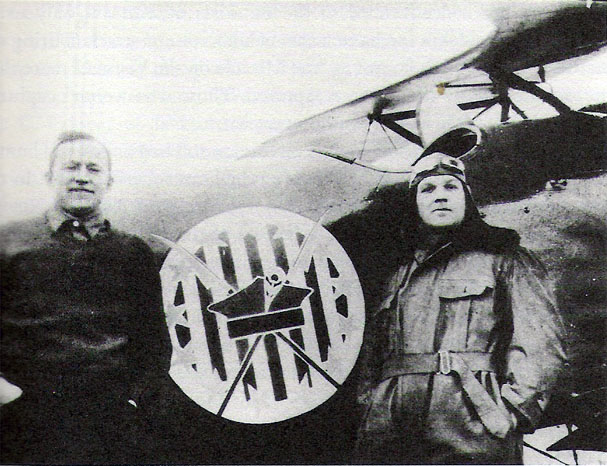
美國志願兵梅里安·C·庫柏和塞德里克·馮特羅伊，波蘇戰爭時他們在波蘭空軍第7航空梯隊（別名「科修斯科中隊」（Kościuszko Squadron））為波蘭作戰，1920年攝影。附帶一提，兩人中間的部隊隊徽後來被其他波蘭空軍部隊繼承，例如揚名立萬的303中隊和第23戰術基地（大隊級）。

1933年，齊格蒙特·普拉斯基設計並製造了第一架全金屬高單翼飛機—PZL P.7a戰鬥機，共有150架生產並投入使用。隨後設計了30架改良的PZL P.11a，最終設計PZL P.11c於1935年交機，P.11是當時最先進的戰鬥機；一共生產了175架，直到1939年它仍然是波蘭戰鬥機機隊的主力機種，但是到那時候外國的飛機設計—尤其是梅塞施密特Bf-109已經超越了它。P.11的最終版本PZL P.24僅供出口，有4個國家採購。新式戰鬥機原型機PZL.50鷹式在設計上與美國塞維爾斯基P-35－美國第一架全金屬及配備伸縮式起落架的戰鬥機類似，但這架飛機因為納粹入侵而未能投入量產，而雄心勃勃的PZL.38狼式雙引擎重型戰鬥機直到戰爭爆發都還只是原型機。
就轟炸機而言，波代25和布雷蓋19都被全金屬單翼機－PZL.23鯽魚式取代，從1936年起生產了250架，但是到1939年「鯽魚」已經是過時的機種了。1938年，波蘭國家飛機製造廠（PZL）設計了一款現代雙引擎中型轟炸機：PZL.37麋鹿式。「麋鹿」的炸彈艙酬載量為2,580公斤，最高時速為439公里/小時，即使在1939年仍然是非常先進和高性能的設計。不幸的是，在納粹入侵之前，只有30架「麋鹿」A（單尾翼）和70架「麋鹿」B（雙尾翼）交機服役。
作為觀測機和近距離偵察機，波蘭偵察機使用了速度緩慢且容易損壞的盧布林 R XIII，以及後來的RWD-14蒼鷺飛機。波蘭海軍航空隊將盧布林R-XIII起落架拆除，換裝浮桶改裝成水上飛機使用。就在戰前，波蘭還向義大利訂購了一些魚雷攻擊機CANT Z.506，但只交付了1架而且沒有武裝。用於訓練飛行員的主要機種是波蘭自製的高單翼RWD 8和PWS-16雙翼機。1939年，波蘭從國外訂購了160架莫蘭-索聶爾M.S.406（法製）和10架霍克颶風式（英製）戰鬥機，但直到戰爭爆發兩款飛機都沒有能夠交付。

### 1939年（波蘭保衛戰）

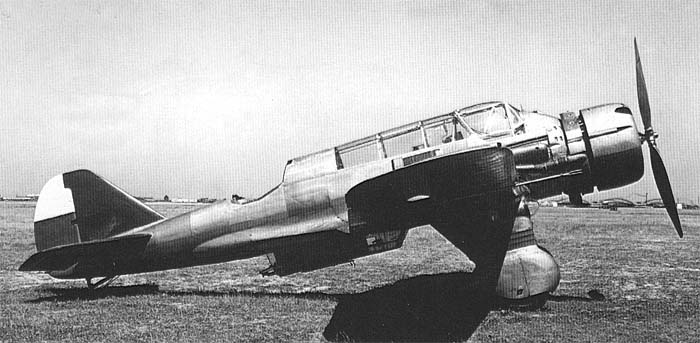
一架PZL.43戰術轟炸機

詳細可參考波蘭戰役時的各方戰備狀況
1939年9月1日，在入侵波蘭之初，波蘭幾乎所有的戰鬥機都已經被分散到後備或二級機場躲藏，這與德國宣傳中的普遍看法相反，即它們都還停留在空軍基地並且被德國的轟炸消滅殆盡。各主要機場上被德國轟炸機摧毀的飛機，大部份是教練機或陸軍支援飛機。戰鬥機機隊被分成15個追擊梯隊（escadres），其中有5個構成了在華沙地區部署以拱衛首都的追擊大隊。儘管已經過時，波蘭的PZL P.11戰鬥機還是擊落了170多架德國飛機。波蘭的轟炸機則組成轟炸機旅的9個中隊，它們奮力攻擊德國的地面裝甲縱隊，但損失慘重。部署到陸軍各軍團的7個偵察機梯隊和12個觀察機梯隊主要用於偵察。波蘭空軍硬體的一大部份在這場戰役中被摧毀；倖存的飛機要不被德國或蘇聯俘獲，要不被撤到羅馬尼亞、匈牙利、立陶宛、拉脫維亞或瑞典，然後被這些國家的空軍扣留自用。大批飛行員、機組人員或地勤人員根據政府撤退到羅馬尼亞前的最後命令設法逃到法國，然後再逃到英國，在後來的英倫空戰期間，他們在保衛英國免受納粹入侵的過程中發揮了重要作用。開戰前波蘭還在國外購買了234架飛機。衝突開始時，第一批貨物已上船準備運交。包括14架颶風戰鬥機 、120架莫蘭-索聶爾M.S.406戰鬥機和100架費雷爾會戰式輕轟炸機。1939年8月28日，載有14架颶風式的拉塞爾號商船（SS Lassell）已經離開利物浦，開戰當天，來自法國的貨物也在途中。但因為隨後戰爭爆發、英法相繼對德宣戰，加上波蘭失去僅有的外港格但斯克，戰線也急速崩潰，因此上述飛機最後都沒有能夠運交，而被英國皇家空軍或法國空軍留下自用，並有部份在後來被用於在法國或英國重建的波蘭空軍部隊。

### 二次大戰開戰首日波蘭空軍戰力一覽

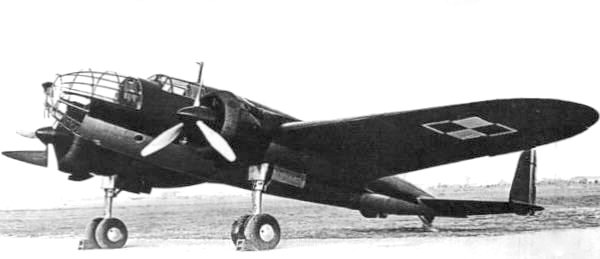
PZL.37麋鹿式中轟炸機，這是當時波蘭所擁有最好的作戰飛機，也被廣泛視為當時最先進的轟炸機之一。

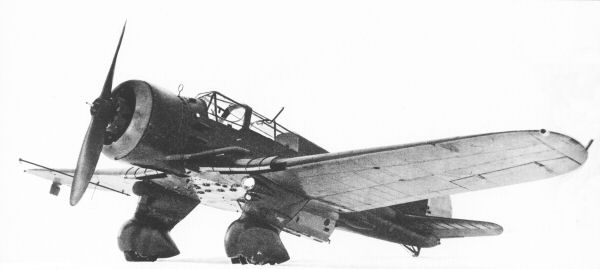
PZL.23 鯽魚式輕轟炸機/偵察機，這是開戰時波蘭空軍轟炸機部隊的主力機種。也是同盟國首次空襲德國的主角。

| 飛機型號      | 生產國   | 機種           | 改良/衍生型號 | 服役數量 | 備註            |          |
| 作戰飛機      | 作戰飛機 | 作戰飛機       | 作戰飛機      | 作戰飛機 | 作戰飛機        | 作戰飛機 |
| ------------- | -------- | -------------- | ------------- | -------- | --------------- | -------- |
| PZL P.11      | 波蘭     | 戰鬥機         |               | 175架    | 有140架投入作戰 |          |
| PZL P.7       | 波蘭     | 戰鬥機         |               | 105      | 有30架投入作戰  |          |
| PZL.23A鯽魚式 | 波蘭     | 輕轟炸機       |               | 35       |                 |          |
| PZL.23B鯽魚式 | 波蘭     | 輕轟炸機       |               | 170      | 有120架投入作戰 |          |
| PZL.43        | 波蘭     | 輕轟炸機       |               | 6        |                 |          |
| PZL.46鯰魚式  | 波蘭     | 輕轟炸機       |               | 2        | 有1架投入作戰   |          |
| PZL.37麋鹿式  | 波蘭     | 中轟炸機       |               | 86       | 有36架投入作戰  |          |
| LWS-6野牛式   | 波蘭     | 中轟炸機       |               | 15       |                 |          |
| 偵察/觀測機   |          |                |               |          |                 |          |
| 盧布林 R XIII | 波蘭     | 陸軍協同支援機 |               | 150      | 有55架投入作戰  |          |
| RWD-14蒼鷺    | 波蘭     | 偵察機         |               | 60       | 有40架投入作戰  |          |
| RWD 8         | 波蘭     | 偵察/教練機    |               | 550      | 有20架投入作戰  |          |
| PWS-16        | 波蘭     | 偵察/教練機    |               | 15       |                 |          |

### 1940年（法國）
詳細可參考駐法波蘭空軍

英國皇家空軍第302波蘭戰鬥機中隊的隊徽，隊徽上緣的編號GC I/145即表示波蘭空軍在法國唯一成軍並投入實戰的部隊—GC I/145戰鬥機中隊

波蘭淪陷後，波蘭空軍開始在法國重建。到德國進攻法國之前唯一完整建置並進入戰備的部隊是GC I/145波蘭戰鬥機中隊，駕駛考德隆 C.714輕型戰鬥機。它是當時唯一操作C.714 的單位。波蘭飛行員也被部署到法國的各個中隊，駕駛各種類型的法國戰鬥機，主要是M.S.406。法國投降後，許多飛行員設法逃往英國，繼續與德國空軍作戰。

### 1940年—1947年（英國）
詳細可參考駐英波蘭空軍
1940年6月法國淪陷後，波蘭部隊在英國重新組建，作為英國皇家空軍的一部份，被稱為波蘭空軍（Polish Air Force，PAF）。到英倫空戰時有4個波蘭中隊成軍，分別為：
- 第300波蘭轟炸機中隊（英语：No. 300 Polish 300th Bomber Command）及第301波蘭轟炸機中隊（英语：No. 301 Polish Bomber Squadron），操作費雷爾會戰式輕轟炸機。
- 第302波蘭戰鬥機中隊（英语：No. 302 Polish Fighter Squadron）及第303波蘭戰鬥機中隊（英语：No. 303 Polish Fighter Squadron），操作霍克颶風式戰鬥機。

2個波蘭戰鬥機中隊於1940年8月在英倫空戰第三階段首次參與戰鬥，並取得了巨大的戰果；隊上的飛行員都是身經百戰的精銳老兵，波蘭人的飛行技術或空戰能力是在戰前及波蘭戰役時學到的。這些波蘭飛行員被認為無所畏懼，有時甚至近乎魯莽、無禮。雖然如此，與英國和大英國協的飛行員相比，擊落率非常高。特別是303中隊，在成為當時最具效率及戰果紀錄最多的英國皇家空軍戰鬥機中隊（至1940年10月11日為止全中隊共擊落126架敵機，中隊自身折損18架颶風式，並有7名飛行員陣亡、5人重傷）。還有許多沒有被編入波蘭中隊的波蘭飛行員，例如維托德.烏班諾維奇，也在其他英國皇家空軍中隊與英國或大英國協的戰友一起飛行。
隨著第二次世界大戰的進展和更多波蘭飛行員的加入（從被佔領的歐洲逃出的波蘭人，或是從美國和加拿大加入的波蘭裔），英國後續又組建了12個波蘭中隊，這使波蘭空軍成為當時英國皇家空軍陣中規模最大的外籍部隊：

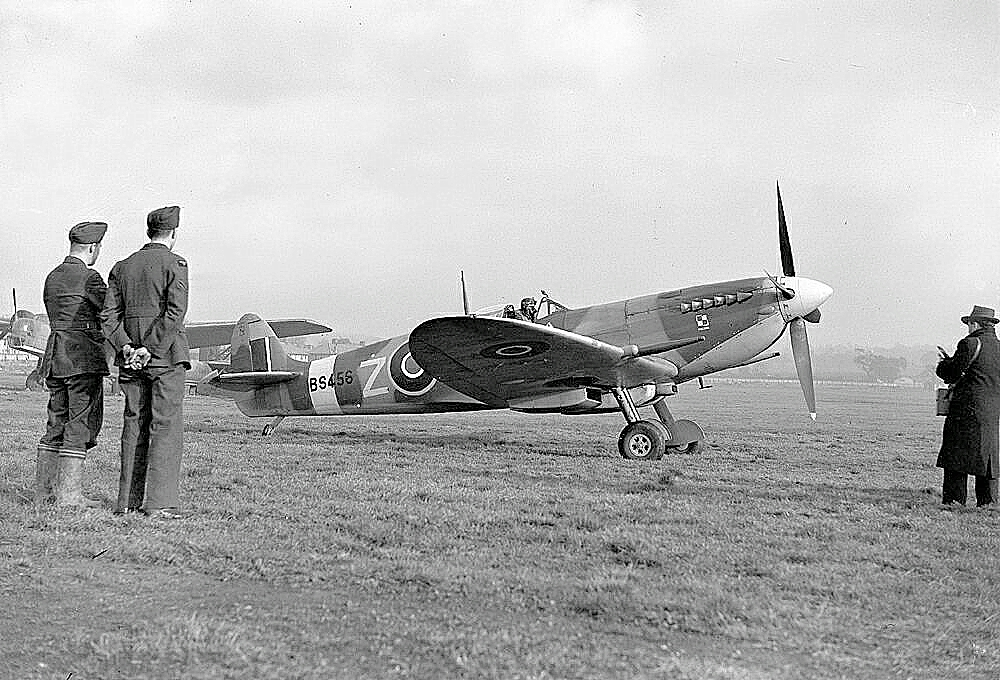
一架隸屬306中隊的噴火式Mk IXb，機鼻排氣口下方可以看到醒目的波蘭棋盤國徽。1943年攝於大倫敦西郊的諾霍特基地。

- 第304波蘭轟炸機中隊（英语：No. 304 Polish Bomber Squadron）（隸屬皇家空軍海岸司令部（英语：Coastal Command））
- 第305波蘭轟炸機中隊（英语：No. 305 Polish Bomber Squadron）
- 第306波蘭戰鬥機中隊（英语：No. 306 Polish Fighter Squadron）
- 第307波蘭夜間戰鬥機中隊（英语：No. 307 Polish Night Fighter Squadron）
- 第308波蘭戰鬥機中隊（英语：No. 308 Polish Fighter Squadron）
- 第309波蘭戰鬥/偵察機中隊（英语：No. 309 Polish Fighter-Reconnaissance Squadron）
- 第315波蘭戰鬥機中隊（英语：No. 315 Polish Fighter Squadron）
- 第316波蘭戰鬥機中隊（英语：No. 316 Polish Fighter Squadron）
- 第317波蘭戰鬥機中隊（英语：No. 317 Polish Fighter Squadron）
- 第318波蘭戰鬥/偵察機中隊（英语：No. 318 Polish Fighter-Reconnaissance Squadron）
- 第663波蘭航空偵察/觀測中隊（英语：No. 663 Squadron RAF）（附屬於波蘭第2軍為其砲兵提供偵察或彈著觀測支援）
- 另外還有別號「史卡爾斯基（英语：Stanisław Skalski）馬戲團」的波蘭戰鬥隊（英语：Polish Fighting Team），北非戰役時隸屬於英國皇家空軍第145中隊（英语：No. 145 Squadron RAF）在北非和地中海戰區作戰。

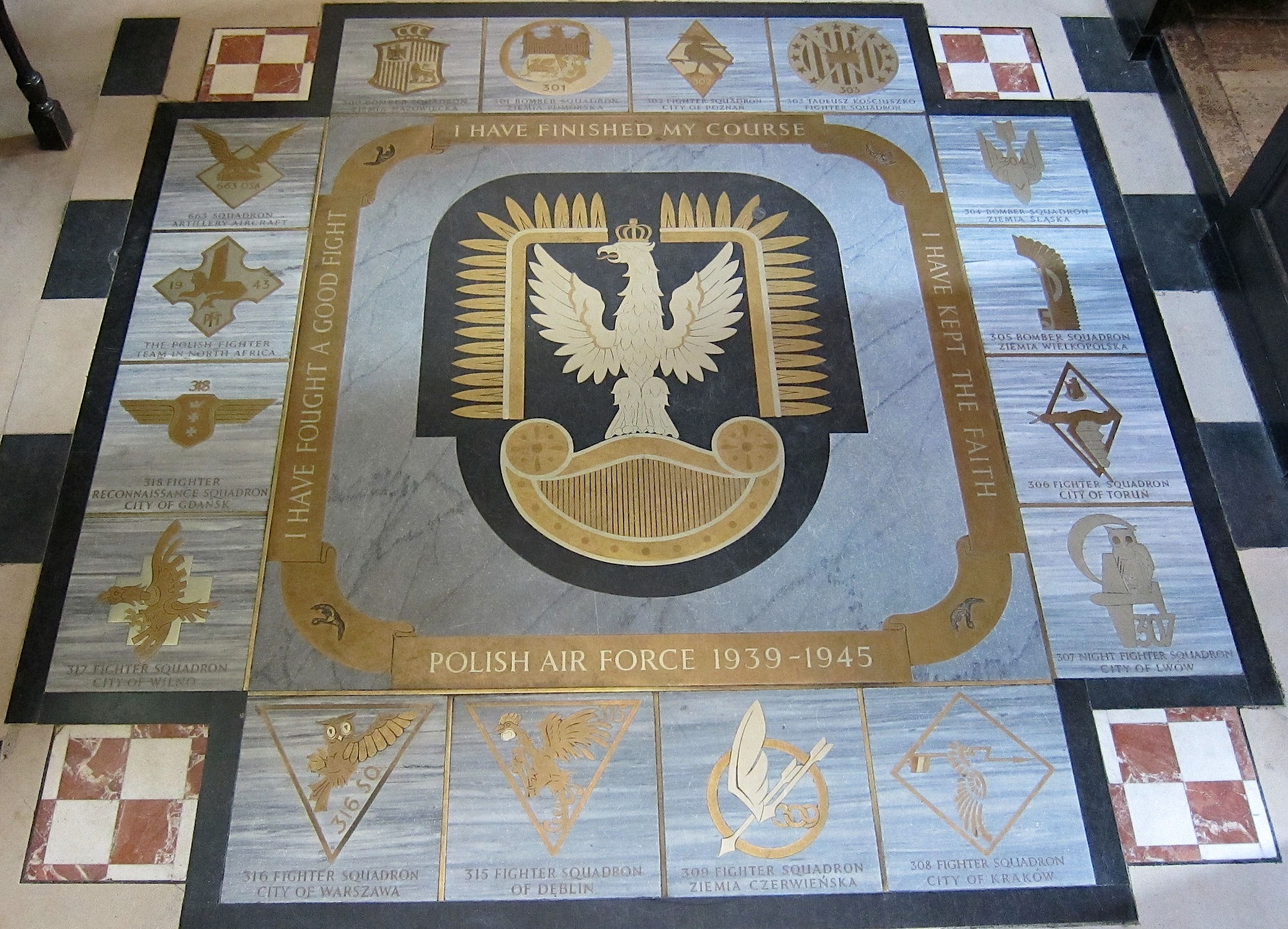
位於倫敦丹麥聖克萊蒙教堂的英國皇家空軍波蘭中隊地板紀念碑，中央為波蘭空軍老鷹徽章，周圍則為當時15個波蘭中隊和駐北非波蘭戰鬥隊的隊徽

戰鬥機中隊最初駕駛颶風戰鬥機，後來改用噴火戰鬥機，最後改用美製北美野馬Mk.IV戰鬥機。307中隊與其他夜間戰鬥機中隊（例如加拿大皇家空軍410中隊）一樣，操作無畏戰鬥機、標緻鬥士式戰鬥機和蚊式夜間戰鬥機。轟炸機中隊最初配備了會戰式轟炸機和威靈頓轟炸機，300中隊後來操作蘭卡斯特轟炸機，301中隊則操作哈利法克斯轟炸機和美製解放者轟炸機，305中隊操作蚊式轟炸機和美製米契爾轟炸機。663中隊作為偵察/觀測中隊，操作南風式AOP III和V型觀測機。
1946年戰爭結束後，各波蘭中隊解散，所有裝備都歸還給英國，而飛行員、機組或地勤人員本來應該全部返回波蘭故土，但因為對波蘭人民共和國和蘇聯的不信任，加上部份先行回國者遭到監禁、騷擾甚至處決的消息傳開，因此實際上只有少數飛行員和機組人員返回波蘭，而其他拒絕回國的人則根據1947年波蘭人再安置法案定居在英國或大英國協各國，並在後來陸續獲得英國國籍，其中一些人在共產主義垮台後於1989年—1990年間返回祖國。

### 1943年—1945年（蘇聯）
詳細可參考波蘭陸軍航空軍

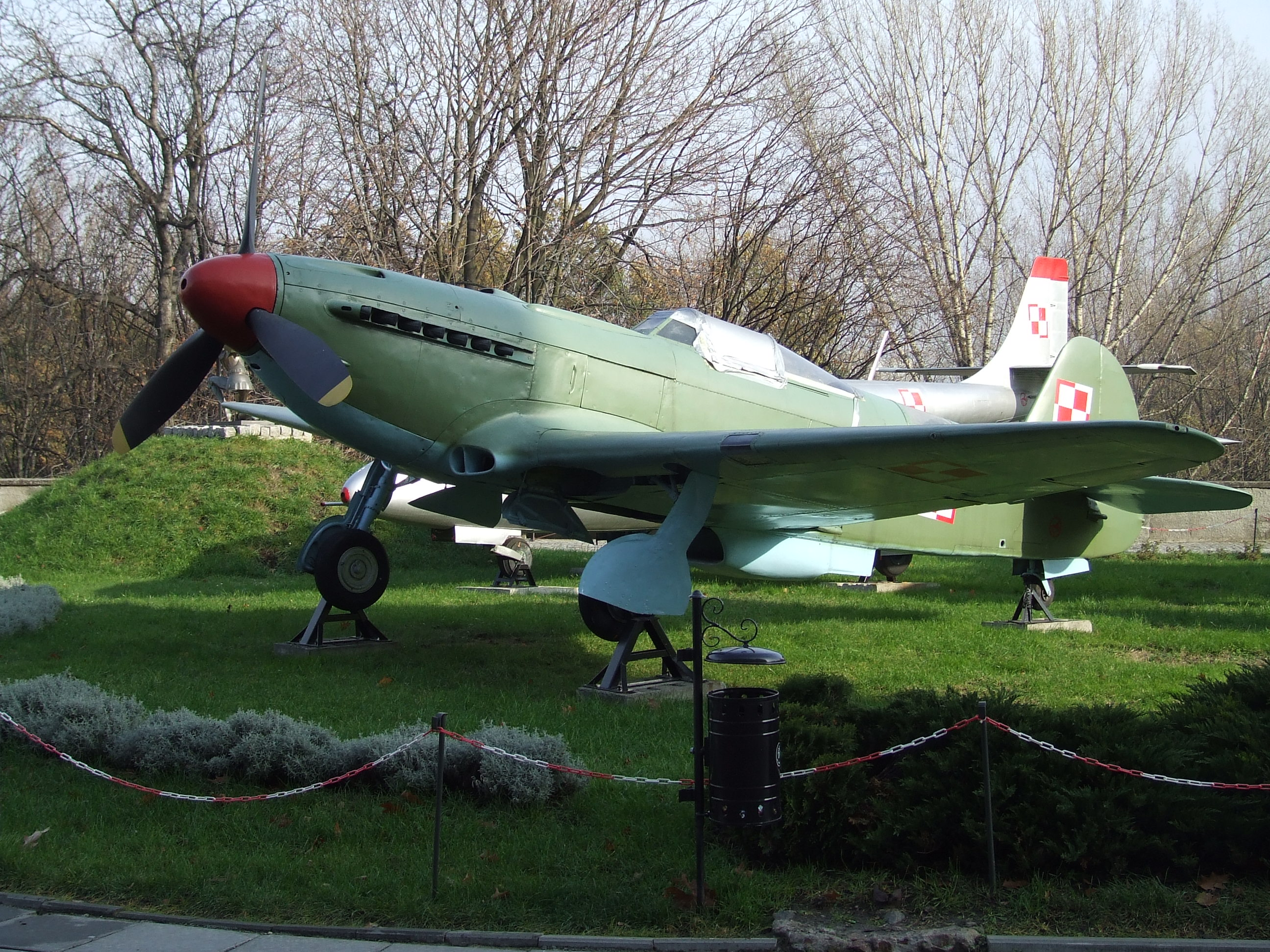
漆有棋盤國徽的波蘭Yak-9戰鬥機，此為波蘭軍隊博物館戶外展區典藏品。

在東部戰線，隨著忠於共產黨與蘇聯的波蘭人民軍（Ludowe Wojsko Polskie，LWP）在1943年5月建軍，一支附屬於人民軍的航空部隊-
波蘭人民空軍（Ludowe Lotnictwo Polskie）也在同年8月建立，以保衛蘇聯免受納粹入侵，同時加強蘇聯向西反攻的有生戰力。截至1943年底共組建了3個航空團：
- 第1「華沙」戰鬥機團，（操作雅克列夫YaK-1和YaK-9戰鬥機），
- 第2夜間轟炸機團「克拉考」（操作波利卡波夫Po-2雙翼機—本機1949年起在波蘭量產，波蘭編號CSS-13），
- 第3對地突擊團（操作伊留申Il-2攻擊機）。

不過，雖然名義上是波蘭部隊，實際上上述3個航空團的指揮幹部、飛行員或政治委員仍有相當人數是由蘇聯空軍的人員充任，直到1944年9月以後才陸續改由從蘇聯各飛行學校畢業的波蘭人接替。
1944—1945年間，隨著東部的反攻前線進入波蘭境內，以及蘇聯飛行學校的波蘭籍或波蘭裔畢業生的增加，又組成了更多的航空團。1944年9月，人民空軍成立了第1混成航空軍，由1個轟炸機師、1個對地突擊師、1個戰鬥機師和1個混合師組成。戰後，這些飛行員和裝備返回波蘭，並成為1947年誕生的波蘭空軍（Wojska lotnicze）的基礎，也從這時候起，空軍成為跟陸軍、海軍平起平坐的獨立軍種。

### 1949—1989年（人民軍時代）
1949年，隨著冷戰局勢的成形，波蘭空軍開始增強戰備，特別是輕型或中型轟炸機，首先就將若干Li-2sb運輸機改裝為轟炸機，1950年，波蘭從蘇聯接收了二手的佩特亞科夫Pe-2和圖波列夫Tu-2轟炸機，以及USB-1和USB-2訓練轟炸機。同年，Yak-17戰鬥機、Il-12運輸機和YaK-18教練機也開始服役。從1951年起，波蘭空軍裝備了Yak-23和知名的MiG-15兩款噴射戰鬥機，以及MiG-15的雙座教練機版本MiG-15 UTI，後來在1961年又裝備了MiG-17。
除了蘇聯生產的飛機外，從1952年起，MiG-15和後來的MiG-17均在波蘭獲得授權生產許可，名稱為Lim-1、Lim-2（MiG-15）和後來的Lim-5（MiG-17）。Lim-5M的國產對地攻擊型—Lim-6bis也在1964年推出。在此期間波蘭空軍亦曾使用噴射轟炸機—也就是伊留申Il-28，這也是波蘭最後一款的轟炸機。波蘭在1959年獲得MiG-19，但因為性能不如預期，只使用了少量。1963年起開始使用MiG-21，稍後MiG-21成為其主力的超音速戰鬥機，包括初期型的MiG-21F-13、MiG-21PF，以及中後期型的MF和MiG-21bis等多種改良型，一直使用到世紀交替之際。後來，波蘭空軍又接收了37架MiG-23（1979年）和12架MiG-29（1989年）。
1949年後的主要戰鬥轟炸機和對地攻擊機，首先是Il-10（包括訓練版UIl-10，於1951年開始服役）。1965年起，波蘭也使用了大量的Su-7B進行轟炸和對地攻擊，並於1974年和1984年分別更新為27架蘇霍伊Su-20和110架Su-22。
在人民軍時代，波蘭空軍的教練機一開始都是傳統的螺旋槳教練機，例如LWD 少年勇者2型、TS-9少年勇者3型和PZL TS-8魔鬼式等等，後來被噴射教練機取代，也就是國產的TS-11火花式。另一種波蘭國產噴射教練機PZL I-22伊德拉式曾經使用過一段時間，但由於成本昂貴性能卻不如預期，發動機及航電設備故障頻頻的問題也持續存在，所有機體後來都返回PZL原廠進行改裝，並且再也沒有恢復現役；蘇聯製Yak-12及An-2在1951年和1955年被引進，作為多用途飛機（特別是偏遠地區短場起降運輸），隨後國產黃鶯-35P也加入機隊，作為聯絡機和觀測機使用。
隨著Li-2的老化、改變用途及空運需求的增加，波蘭空軍在此期間也陸續引進多款蘇聯製運輸機，包括：Il-14、Il-18、An-12B、An-26、YaK-40和Tu-154，其中Tu-154被選用作為政府專機。
另外，隨著陸軍的引進，波蘭空軍也引進使用了多種直升機，作為空軍自身的運輸、聯絡及救難用機：首先是SM-1（蘇聯授權製造的Mi-1），這是一種多用途直升機，自1956年起一直使用到1981年才退役；接下來陸續有PZL SM-2（SM-1升級改良版）、Mi-4、Mi-2和Mi-8（後來改良型又稱為Mi-17），以及1976年推出的Mi-24攻擊直升機。還有Mi-6及Mi-14兩棲直升機，兩者都用作運輸直升機使用。
1954年，波蘭空軍與國土防空軍（Wojsk Obrony Prowietrznej Obszaru Kraju，WOPOK）合併，組成了空軍和國土防空部隊（Wojska Lotnicze i Obrony Przeciwlotniczej Obszaru Kraju，WLiOPL OK），這是一個由航空飛行部隊和防空部隊共同組成的軍事組織。1962 年，WLiOPL OK 再次分為兩個原先的組成機構：空軍（Wojska Lotnicze）和國家防空部隊（Wojska Obrony Powietrznej Kraju）。

### 1990年以來之發展

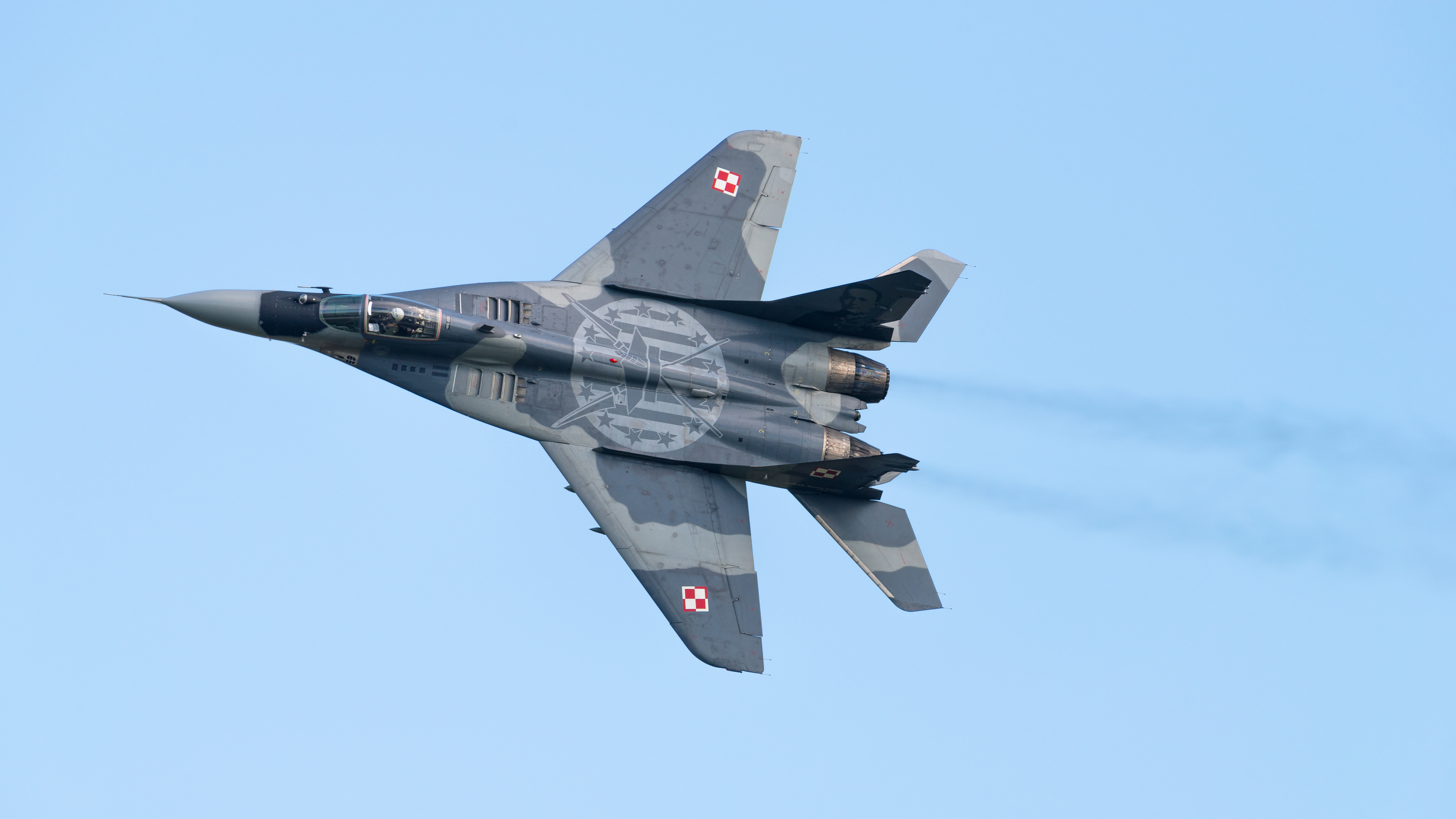
波蘭空軍的MiG-29戰鬥機在ILA 柏林航空展表演單機特技，2016年

隨著1991年政治動盪和蘇聯解體的發生，以及整個歐洲的戰爭焦慮隨之減輕，波蘭空軍的規模有所縮減。1990年7月1日，波蘭空軍和國家防空部隊再次合併成為「波蘭空軍及防空部隊」（Wojska Lotnicze i Obrony Powietrznej，WLiOP或WLOP）。該部隊的攻擊能力主要由MiG-21、MiG-23、MiG-29、Su-20和Su-22組成。剩餘的Lim-6bis於1990年代初期悉數除役，不久之後剩餘的Su-20飛機也退出第一線。緊接著剩餘的少量MiG-23也在1999年卸甲歸田。整個20世紀90年代，波蘭沒有購買任何新的戰鬥機，僅於1995年從捷克共和國，和2004年從德國購買了更多 二手MiG-29。MiG-21最終於2003年告別波蘭天空。至2004年，WLOP還在第一線的戰鬥機就只剩下MiG-29和Su-22。截至2010年，Su-22機隊需要現代化以保留作為戰鬥機的價值，其未來尚不明朗。也在2004年，這年的7月1日起，WLOP伴隨武裝部隊組織改組，再一次更名為「波蘭空軍」（Siły Powietrzne，SP）。從1950年代以來的航空飛行部隊與地面防空部隊的分合，至此完全合一。
2002年，美國洛克希德馬丁公司的F-16C/D Block 52+戰隼式被選為波蘭空軍的新型多用途戰鬥機，首批交機於 2006年11月，並在和平天空計劃下持續到2008年。截至2011年，波蘭空軍擁有3個F-16中隊：其中2個—第3和第6中隊駐紮在波茲南附近的第31戰術航空基地，第10中隊則駐紮在瓦斯克附近的第32戰術航空基地。美國F-16的採購案並非沒有受到歐洲航太公司的激烈競爭；法國達梭公司的幻象2000和瑞典紳寶公司的JAS-39獅鷲都對此次採購案進行了熱烈的推銷。波蘭F-16 Block 52+ 配備了最新的普惠F-100-229發動機，航空電子套件包括具備地形測繪能力的AN/APG-68(V)9雷達系統和ALQ-211(V)4電子戰套件。另外所有波蘭F-16都可以攜帶現代化的如JDAM、JSOW等美製精確彈藥，以及最新可出口的空對空武器，包括AIM-120C-5和AIM-9X等等。

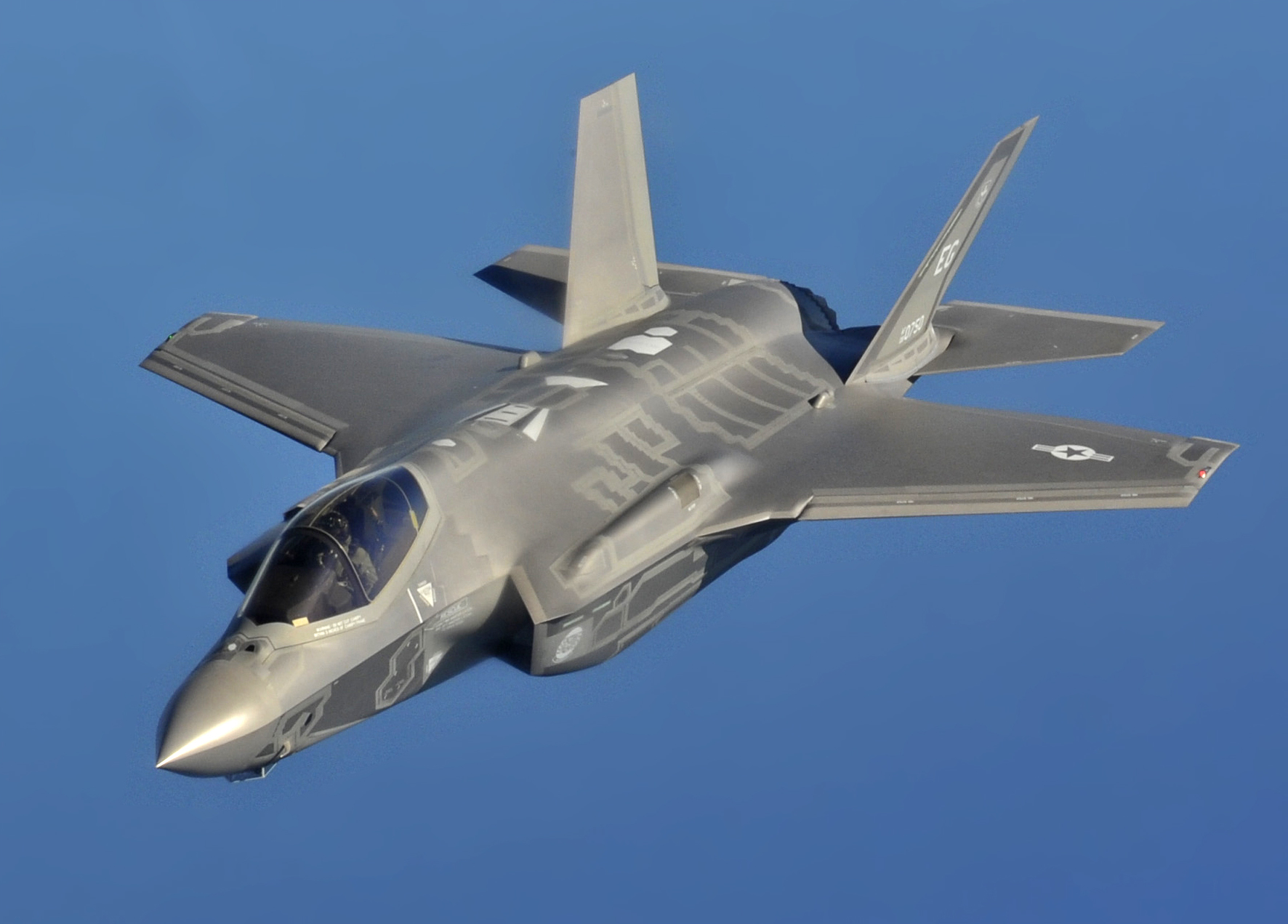
2020年，波蘭訂購了32架F-35A閃電II式戰鬥機（如圖為美國空軍塗裝）

在2010年災難性的Tu-154總統專機墜機事故，以及後來波蘭主導的調查之後，負責運送總統和波蘭政府官員的第36特種航空團於2011年12月底被解散，國防部長亦隨之請辭。一個新單位，第1運輸航空基地，取代了第36團。2010年6月至2017年12月期間，大多數總統或政府專機由LOT波蘭航空公司營運的2架租賃的巴西航空工業E-175提供服務。2016年11月14日，波蘭國防部訂購了兩架灣流G550VIP專機。2017年3月31日，波蘭政府與波音公司簽署協議，為國家元首和政府運輸提供2架波音商務機BBJ2和1架波音737-800 。
2014年2月27日，波蘭與阿萊尼亞·馬基航空簽署了價值2.8億歐元的合約，購買8架M-346大師式高級教練機。首批2架大師式於2016年11月14日在「紅白火花」特技表演隊的陪同下抵達波蘭。
2014年12月11日，波蘭與美國簽署了採購70枚AGM-158聯合空對面遙攻飛彈（JASSM）的合約，價值2.5億美元。合約中還包括由洛克希德馬丁公司完成的波蘭F-16機隊升級案。
2019年5月28日，波蘭國防部長宣布，波蘭已發出採購32架F-35A閃電II式戰鬥機的報價請求。 2019年9月11日，美國國防部國防安全合作局宣布波蘭已獲准購買32架F-35A戰機及相關設備，估計成本為65億美元。 同年9月27日，美國國會批准了此次軍售案。2020年1月31日，波蘭簽署了價值46億美元的32架F-35A戰鬥機採購合約。
2022年3月8日，波蘭政府提出透過從蘭姆斯坦空軍基地將波蘭所有MiG-29機隊轉移給美國政府，作為對烏克蘭空軍抵禦俄羅斯持續入侵的軍力援助，以換取具有相應作戰能力的飛機（很可能是F -16）。但交換最終沒有進行。

## 裝備一覽
詳細可參考波蘭空軍退役軍用機列表

### 航空器
| 飛機名稱         | 生產國 | 種類         | 機型                       | 現役數量 | 備註                                                                                       |        |
| 戰鬥機           | 戰鬥機 | 戰鬥機       | 戰鬥機                     | 戰鬥機   | 戰鬥機                                                                                     | 戰鬥機 |
| ---------------- | ------ | ------------ | -------------------------- | -------- | ------------------------------------------------------------------------------------------ | ------ |
| MiG-29支點       | 蘇聯   | 多用途戰機   | MiG-29A                    | 13架     |                                                                                            |        |
| MiG-29支點       | 蘇聯   | 多用途戰機   | MiG-29UB                   | 6架      | 作為轉換訓練/多用途戰機 使用                                                               |        |
| Su-22裝配匠      | 蘇聯   | 戰鬥轟炸機   | Su-22M4                    | 12架     |                                                                                            |        |
| Su-22裝配匠      | 蘇聯   | 戰鬥轟炸機   | Su-22UM3K                  | 6架      | 作為轉換訓練/戰鬥轟炸機使用                                                                |        |
| F-35閃電II       | 美國   | 隱形戰機＆   | F-35A                      | 6架      | 訂購32架 2架將用於訓練                                                                     |        |
| F-16戰隼         | 美國   | 多用途戰機   | F-16C Block 52→F-16V       | 36架     | 美國國防安全合作局（DSCA）2024年10月23日公告，批准波蘭申請的F-16V戰機中期延壽升級案（MLU） |        |
| F-16戰隼         | 美國   | 多用途戰機   | F-16D Block 52→F-16V       | 12架     | 作為轉換訓練/多用途戰機使用                                                                |        |
| FA-50            | 韓國   | 輕型戰鬥機   | FA-50GF FA-50PL            | 12架 0架 | 訂購48架，後續36架為FA-50PL                                                                |        |
| 空中預警機       |        |              |                            |          |                                                                                            |        |
| 紳寶Saab-340     | 瑞典   | 空中預警機   |                            | 2架      |                                                                                            |        |
| 運輸機           |        |              |                            |          |                                                                                            |        |
| 波音737          | 美國   | 行政專機     | 波音737-800                | 1架      |                                                                                            |        |
| 波音737          | 美國   | 行政專機     | 波音商務機BBJ2/波音737-800 | 2架      |                                                                                            |        |
| CASA C-295       | 西班牙 | 運輸機       |                            | 16架     |                                                                                            |        |
| PZL M-28空中卡車 | 波蘭   | 運輸機       |                            | 23架     |                                                                                            |        |
| C-130力士式      | 美國   | 戰術運輸機   | C-130E                     | 5架      |                                                                                            |        |
| C-130力士式      | 美國   | 戰術運輸機   | C-130H                     | 3架      | 訂購5架，剩餘2架待交機                                                                     |        |
| 灣流G550         | 美國   | 行政/VIP專機 |                            | 2架      |                                                                                            |        |
| 直升機           |        |              |                            |          |                                                                                            |        |
| Mi-8/17河馬      | 蘇聯   | 通用直升機   | Mi-8/17                    | 11架     |                                                                                            |        |
| PZL Mi-2 重甲兵  | 波蘭   | 聯絡機       |                            | 17架     |                                                                                            |        |
| PZL W-3 隼式     | 波蘭   | 通用直升機   |                            | 15架     |                                                                                            |        |
| 教練機           |        |              |                            |          |                                                                                            |        |
| PZL SW-4棕貓頭鷹 | 波蘭   | 教練直升機   |                            | 24架     |                                                                                            |        |
| M-346大師        | 義大利 | 高級教練機   |                            | 16架     |                                                                                            |        |
| 戴蒙 DA42        | 奧地利 | 多引擎教練機 |                            | 3架      |                                                                                            |        |
| PZL-130小鷹      | 波蘭   | 初級教練機   |                            | 27架     |                                                                                            |        |
| 羅賓森R44        | 美國   | 教練直升機   |                            | 3架      |                                                                                            |        |
| 甘巴爾小山羊G2   | 法國   | 教練直升機   |                            | 6架      |                                                                                            |        |
| 無人機           |        |              |                            |          |                                                                                            |        |
| MQ-9收割者       | 美國   | 戰鬥無人機   | MQ-9A                      | —        | 將租賃未定數量                                                                             |        |
| MQ-9收割者       | 美國   | 戰鬥無人機   | MQ-9B                      | 0        | 3架已訂購                                                                                  |        |
| 旗手TB2          | 土耳其 | 戰鬥無人機   |                            | 24架     |                                                                                            |        |

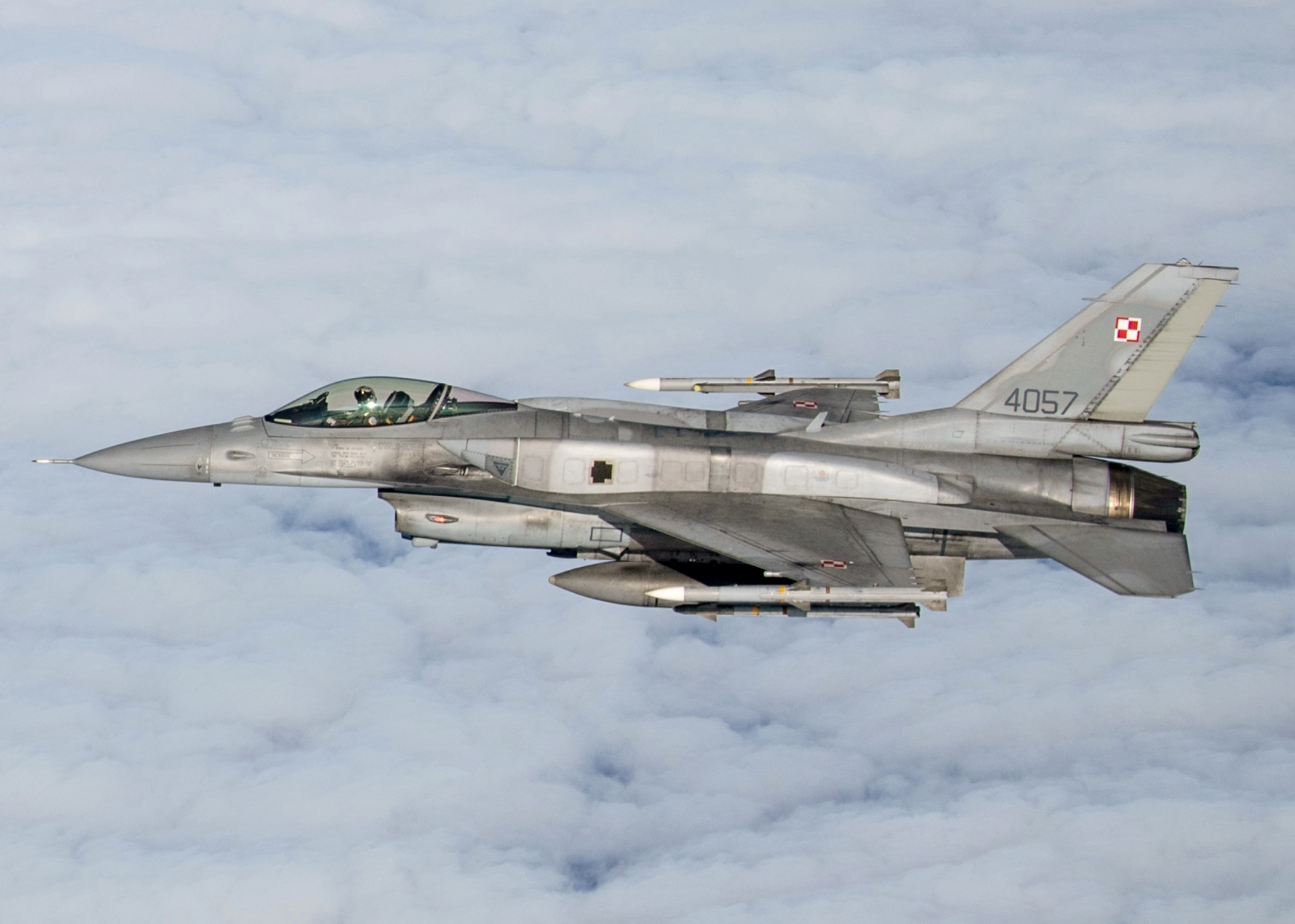
巡航中的波蘭F-16C戰鬥機，可以注意到機背有加裝適型油箱

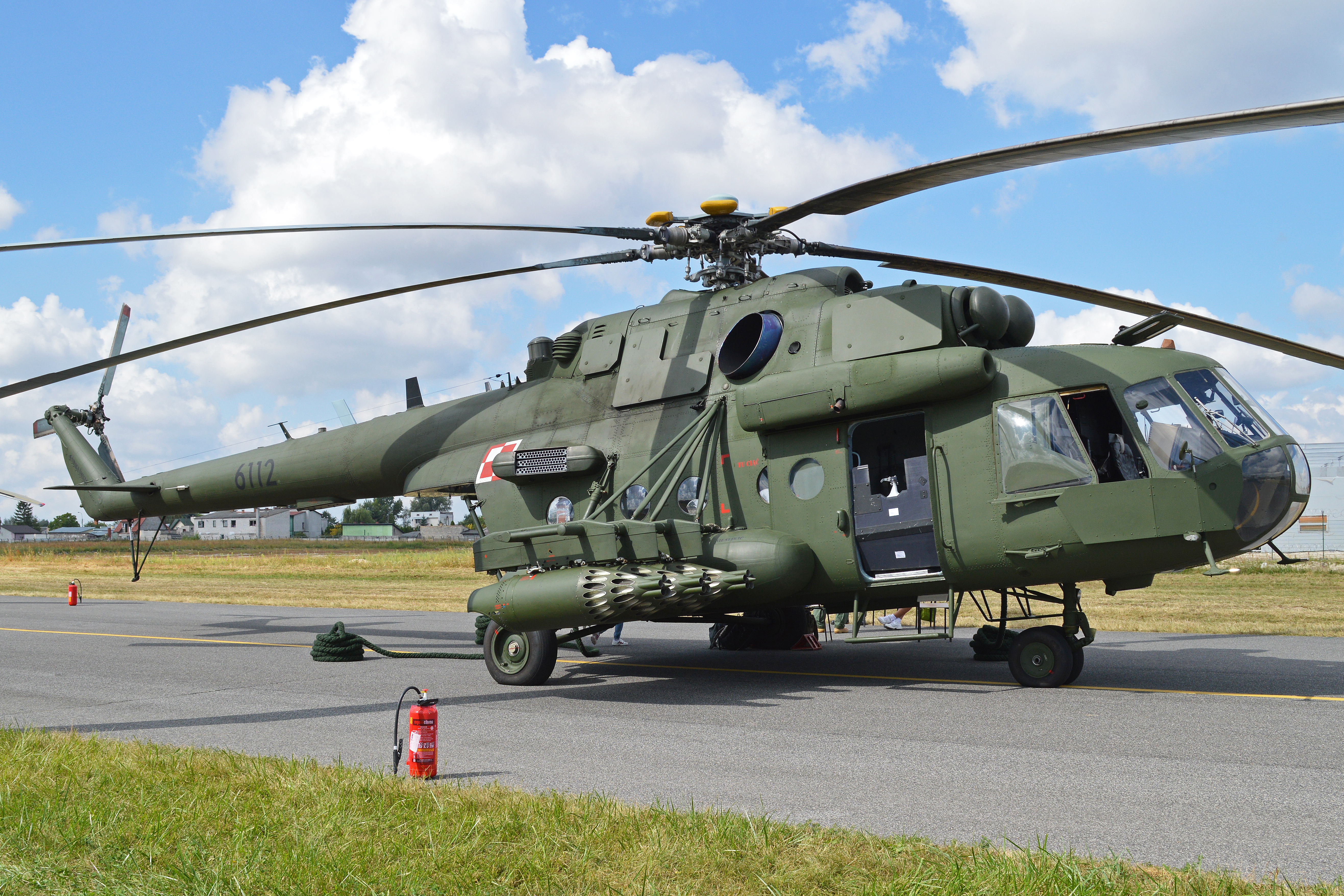
1架Mi-17直升機在2013年的拉多姆航空展展出

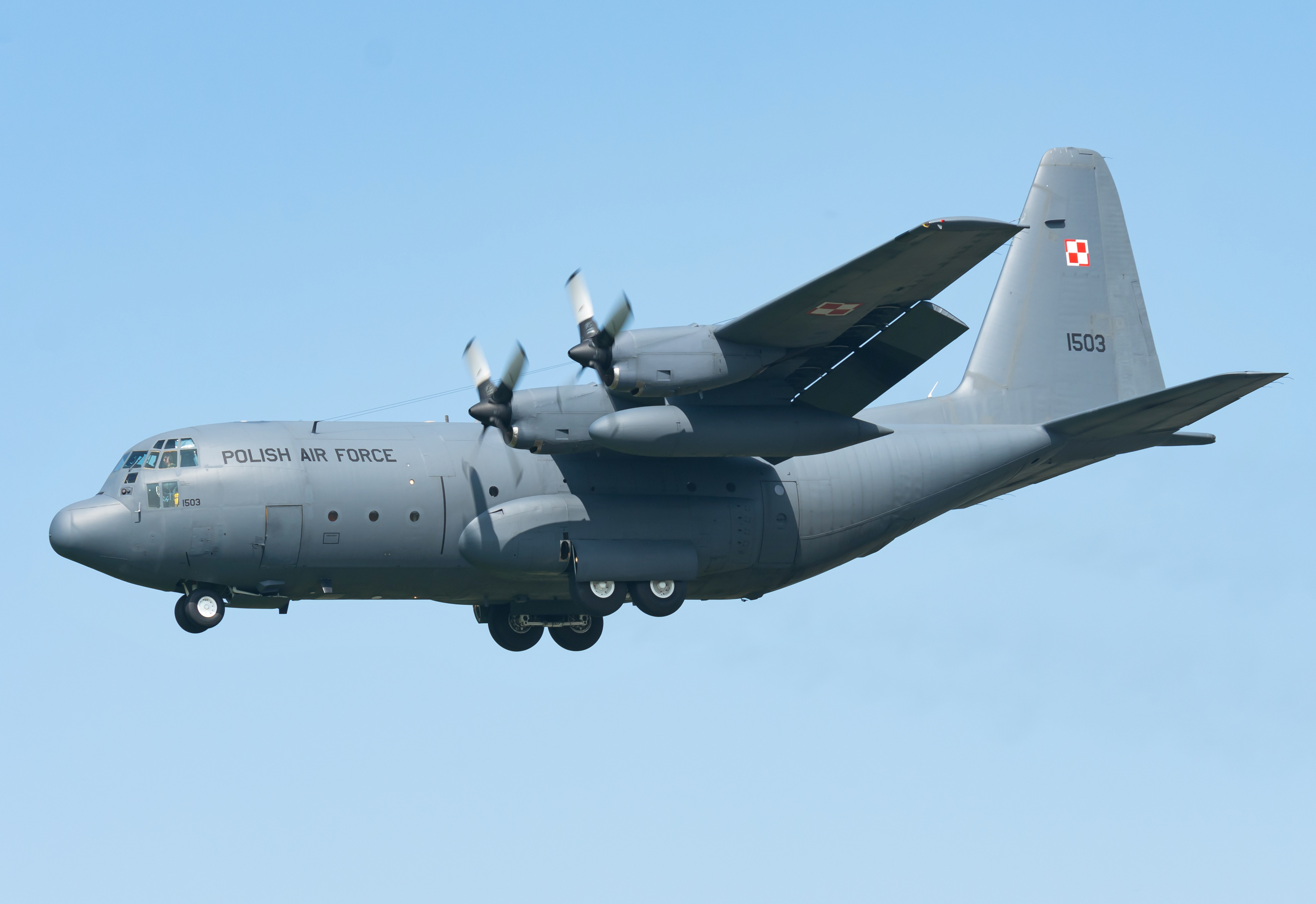
即將降落的波蘭C-130E運輸機

備註：另外有3架駐留在匈牙利、隸屬多國重型空運聯隊的C-17全球霸王III式戰略運輸機，在需要時可以調度使用。

### 防空武器

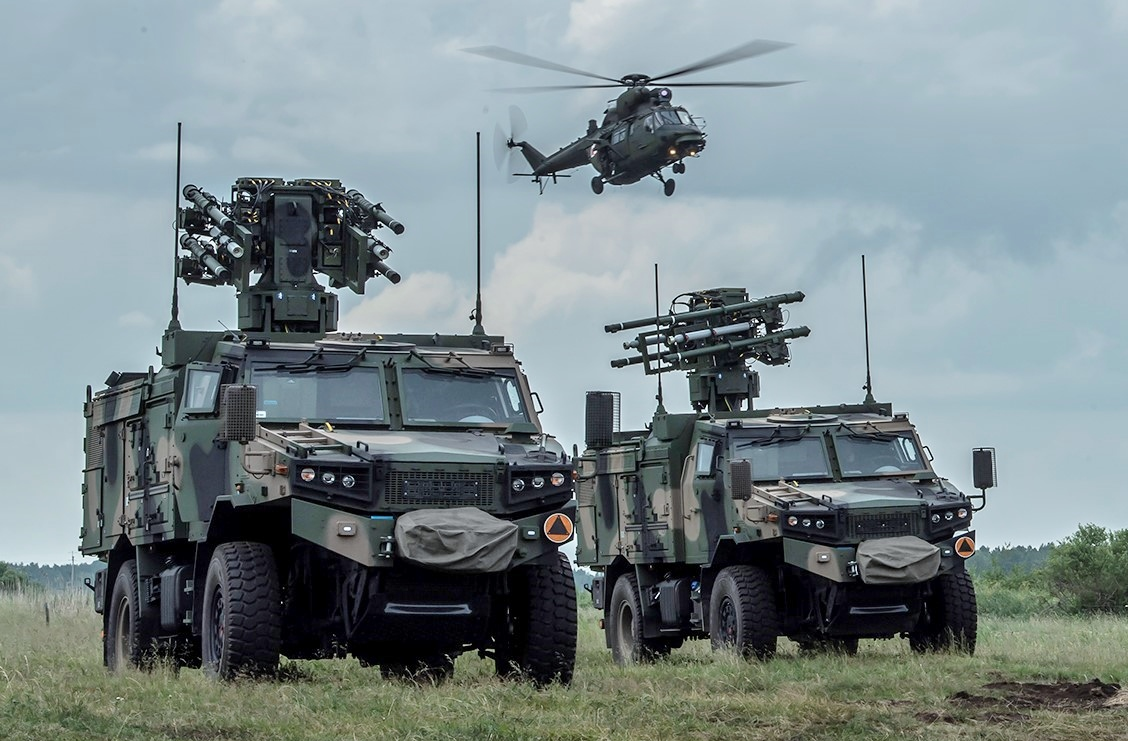
2輛正在機動的波普拉德自走防空系統

| 名稱                 | 生產國 | 種類                                   | 現役數量     | 備註                                   |
| -------------------- | ------ | -------------------------------------- | ------------ | -------------------------------------- |
| 波普拉德自走防空系統 | 波蘭   | 短程防空                               | 79輛發射車   |                                        |
| 愛國者 PAC-3         | 美國   | 整合防空與飛彈防禦作戰指揮系統（IBCS） | 2套+208枚    | 6套，後4套+644枚已訂購                 |
| PSR-A皮利卡          | 波蘭   | 短程防空                               | 6套/36個砲組 |                                        |
| CAMM-ER              | 英國   | 短程防空                               | 6套發射器    | 已訂購100具以上發射器＆1,000枚以上飛彈 |
| 雷霆飛彈             | 波蘭   | 人員攜帶式防空飛彈                     |              | 供波普拉德自走防空系統搭載使用         |
| 閃電飛彈             | 波蘭   | 人員攜帶式防空飛彈                     |              | 供波普拉德自走防空系統搭載使用         |
| SA-3藏原羚           | 蘇聯   | 機動式地對空飛彈系統                   | 51輛         |                                        |

### 雷達
駐弗羅茨瓦夫的第3無線電技術旅擁有多種雷達類型，其中包括義大利製造的RAT-31DL主動相位陣列雷達（AESA），和波蘭自製的NUR-15雷達（可提供監控空域的3D影像）。NUR-15是一種機動式中程空域管制雷達，可以根據作戰需求機動調整駐地。

## 組織編制
根據2014年1月起施行的武裝部隊改組法規，波蘭各軍種的總司令部整合為「武裝部隊總司令部」（DGRSZ），各軍種藉由武裝部隊總部之下的各軍種「督察局」（Inspektoraty）保持其獨立性，而原先各軍種的作戰指揮部或司令部也整合為「武裝部隊作戰指揮部」（DORSZ）。總部和作戰指揮部兩者都隸屬於參謀總長。在空軍的部份，平時總部負責轄下各實兵部隊（航空部隊、防空及雷達部隊）的作戰訓練和戰備、補給、人員和技術補充。戰時，武裝部隊總部擁有各部隊的行政指揮權，而作戰指揮權則交給作戰指揮部；作戰指揮部平時負責各指揮管制中心的運作，戰時則除各中心外，會從總部接管各部隊的作戰管制。
在航空部隊部份，組織編制比照美國或英國為聯隊、大隊、中隊三級制，惟大隊番號不稱「大隊」而仿效英國皇家空軍稱「第XX基地」。與英國一樣，「聯隊」為區域或特定機種指揮部，「基地」則總管空軍基地內各飛行中隊及保修中隊、基地勤務中隊等單位。

### 武裝部隊總司令部
- 武裝部隊總司令部（英语：Armed Forces General Command (Poland)），華沙[56]
  - 第1戰術航空聯隊，希維德溫
    - 第21戰術航空基地，希維德溫
      - 第40戰術中隊（英语：40th Tactical Squadron），Su-22M4/UM3K

    - 第22戰術航空基地，馬爾堡 (波蘭)
      - 第41戰術中隊（英语：41st Tactical Squadron），MiG-29A/UB

    - 第23戰術航空基地，馬佐夫舍地區明斯克
      - 第1戰術中隊（英语：1st Tactical Squadron），FA-50GF

    - 第12無人機基地，米羅斯瓦維茨，旗手TB2、MQ-9（預定）

  - 第2戰術航空聯隊，波茲南
    - 第31戰術航空基地（英语：31st Tactical Air Base），波茲南-克熱西尼
      - 第3戰術中隊，F-16C/D 52+
      - 第6戰術中隊，F-16C/D 52+

    - 第32戰術航空基地（英语：Łask Air Base），瓦斯克
      - 第10戰術中隊（英语：10th Tactical Squadron），F-16C/D 52+

    - 第16機場維護營，亞羅欽

  - 第3航空運輸聯隊，波維茲（英语：Powidz, Greater Poland Voivodeship）
    - 第1運輸航空基地，華沙-奧肯切空軍基地
      - 定翼機空運中隊，灣流G550、波音737-800
      - 直升機空運中隊，PZL W-3（英语：PZL W-3 Sokół）

    - 第8運輸航空基地，克拉考-巴里斯空軍基地
      - 第12空運中隊，PZL M28B
      - 第13空運中隊（英语：13th Airlift Squadron (Polish Air Force)），CASA C-295M（英语：EADS CASA C-295）

    - 第33運輸航空基地（英语：33rd Air Base），波維茲
      - 第14空運中隊（英语：14th Airlift Squadron (Poland)），C-130E/H
      - 第7特種作戰中隊，Mi-17、S-70i

    - 第1搜索救難中隊，希維德溫，PZL W-3（英语：PZL W-3 Sokół）
    - 第2搜索救難中隊，馬佐夫舍地區明斯克，PZL W-3
    - 第3搜索救難中隊，克拉考，PZL W-3

  - 第4航空教育聯隊，登布林
    -  第41訓練航空基地，登布林
      - 高級航訓中隊，M-346A
      - 直升機航訓中隊，PZL SW-4（英语：PZL SW-4 Puszczyk），Mi-2

    - 第42訓練航空基地，拉多姆
      - 初級航訓中隊暨「小鷹」特技小組（英语：Orlik Aerobatic Team），PZL-130

    - 軍訓體能訓練中心，扎科帕內
    - 航空救難及傘降訓練中心，波茲南

  - 第3無線電技術（雷達）旅，弗羅茨瓦夫
    - 第3無線電技術營，桑多梅日
      - 第110長程無線電定位站（長程雷達站），拉布涅（英语：Łabunie），RAT-31DL雷達（英语：Selex RAT-31DL）
      - 第360長程無線電定位站，布佐斯克維尼亞（英语：Brzoskwinia），NUR-12M雷達（波兰语：NUR-12M）

    - 第8無線電技術營，利波維茲（英语：Lipowiec, Szczytno County）
      - 第184長程無線電定位站（長程雷達站），希普利斯基（英语：Szypliszki），RAT-31DL雷達
      - 第211長程無線電定位站，赫魯希切爾（英语：Chruściel），RAT-31DL雷達
      - 第144長程無線電定位站，羅斯科茲（英语：Roskosz），NUR-12M雷達

    - 第31下西里西亞無線電技術營，弗羅茨瓦夫
      - 第170長程無線電定位站（長程雷達站），沃諾維茨（英语：Wronowice, Łódź Voivodeship），NUR-12M雷達（波兰语：NUR-12M）

    - 第34無線電技術營，霍伊尼采

  - 第3防空飛彈旅，索哈切夫
    - 第32防空飛彈中隊，奧爾舍夫尼卡·斯塔拉（英语：Olszewnica Stara），SA-3藏原羚
    - 第33防空飛彈中隊，格地尼亞，SA-3藏原羚
    - 第34防空飛彈中隊，比托姆，SA-3藏原羚
    - 第35防空飛彈中隊，斯克維日納 ，SA-3藏原羚
    - 第36防空飛彈中隊，姆熱日諾（英语：Mrzeżyno），SA-3藏原羚
    - 第37防空飛彈中隊，別利切（英语：Bielice, Gmina Sochaczew），愛國者 PAC-3[57]
    - 第38防空安全中隊，索哈切夫

  - 電子戰偵察與支援中心（波兰语：Centrum Rozpoznania i Wsparcia Walki Radioelektronicznej）（CRiWWRE），格魯耶茨
  - 空軍防空訓練中心，科沙林
  - 航空工程訓練中心，登布林
    - 空軍士官學校，登布林

  - 武裝部隊航空交通服務處，華沙

### 武裝部隊作戰指揮部
武裝部隊作戰指揮部，華沙
- 航空作戰中心 – 航空部隊指揮部，華沙皮里區（英语：Pyry, Warsaw）。該中心為北約整合防空系統（英语：NATO Integrated Air Defense System）的串聯單位之一，負責向德國於德姆的於德姆北約聯合空中作戰中心（英语：Combined Air Operations Centre）（CAOC Uedem）匯報敵情。
  - 機動空中作戰指揮部，巴布基（英语：Babki, Greater Poland Voivodeship）
  - 第22指揮管制中心，奧索維茨（英语：Gmina Sicienko）
  - 第32指揮管制中心，克拉考-巴里斯空軍基地
  - 第1航空作戰協調中心，格地尼亞
  - 第2航空作戰協調中心，克拉考
  - 第4航空作戰協調中心，什切青

## 各級軍階及階級章
詳細可另參考波蘭武裝部隊階級章
波蘭空軍的階級章皆為肩章，下為各階級肩章圖像及中文/波蘭文軍銜名稱對照表。

#### 軍官
| 北约代碼 | OF-10            | OF-9    | OF-8          | OF-7            | OF-6            | OF-5      | OF-4         | OF-3  | OF-2    | OF-1      | OF-1         | Student officer |
| -------- | ---------------- | ------- | ------------- | --------------- | --------------- | --------- | ------------ | ----- | ------- | --------- | ------------ | --------------- |
| 階級標示 | 未設置           |         |               |                 |                 |           |              |       |         |           |              | 未設置          |
| 中文     | 元帥             | 上將    | 中將          | 少將            | 准將            | 上校      | 中校         | 少校  | 上尉    | 中尉      | 少尉         | 學員            |
| 波蘭文   | Marszałek Polski | Generał | Generał broni | Generał dywizji | Generał brygady | Pułkownik | Podpułkownik | Major | Kapitan | Porucznik | Podporucznik | Podchorąży      |
| 縮寫     | marsz.           | gen.    | gen.broni     | gen.dyw.        | gen.bryg.       | płk       | ppłk         | mjr   | kpt.    | Por.      | Ppor.        | 無縮寫          |

#### 士官與士兵
| 北约代碼 | OR-9                     | OR-9            | OR-8     | OR-7            | OR-6             | OR-5     | OR-4      | OR-4           | OR-3   | OR-2                          | OR-1              | OR-1      |
| -------- | ------------------------ | --------------- | -------- | --------------- | ---------------- | -------- | --------- | -------------- | ------ | ----------------------------- | ----------------- | --------- |
| 階級標示 |                          |                 |          |                 |                  |          |           |                |        |                               |                   |           |
| 中文     | 高級參謀准尉             | 一級准尉        | 二級准尉 | 三級准尉        | 上士             | 中士     | 下士長    | 一級下士       | 下士   | 上等兵/技術士（2022年設立）   | 一等兵            | 二等兵    |
| 波蘭文   | Starszy chorąży sztabowy | Starszy chorąży | Chorąży  | Młodszy chorąży | Starszy sierżant | Sierżant | Plutonowy | Starszy kapral | Kapral | starszy szeregowy specjalista | Starszy szeregowy | Szeregowy |
| 縮寫     | st.chor.szt.             | st.chor.        | chor.    | mł.chor.        | st.sierż.        | sierż.   | plut.     | st.kpr.        | kpr.   | st. szer. spec.               | st.szer.          | szer.     |

### 資格徽章
現行波蘭空軍的飛行員翼章是從1920年代就以來一直採用的款式，飛行翼章被稱為「蓋帕」（gapa），代表飛行中的老鷹，採用銀色塗裝，嘴緣上有金色的月桂花環。領航員/觀察員徽章使用同一隻老鷹，但採用金色塗裝，並添加了閃電以跟飛行翼章區別。翼章通常戴在制服左上胸口袋上方的位置，但與其他空軍不同的是，它懸掛在鏈條上。在二次大戰期間，「蓋帕」與英國皇家空軍的機翼翼章一起裝飾著駐英波蘭空軍軍官的制服。在戰鬥版本（曾經升空戰鬥至少7次），翼章上的月桂花環會改成綠色的。
| 空軍 |        |        |  |  |  |  |  |
|      | 飛行員 | 觀察員 |  |  |  |  |  |
| 縮寫 | pil.   | obs.   |  |  |  |  |  |
|      |        |        |  |  |  |  |  |

## 另可參看
- 斯特凡·史提克（英语：Stefan Stec (Polish aviator)），波蘭空軍國籍標誌波蘭棋盤（英语：Polish Air Force checkerboard）（Szachownica Lotnicza）的創造者。
- 「紅白火花」特技表演隊（英语：Team Iskry）（2022年解散的噴射機表演隊）
- 「小鷹」特技小組（英语：Orlik Team）
- 二次大戰波蘭飛機列表（英语：List of aircraft of Poland, World War II）
- 波蘭陸軍航空隊（英语：Polish Land Forces Equipment List#Aircraft）
- 波蘭海軍航空隊（英语：Polish Navy#Aircraft）
- 波蘭特種部隊航空隊（英语：Polish Special Forces#Aircraft）